# Кадомацу, Тосики
Тосики Кадомацу (яп. 角松 敏生 Кадомацу Тосики, род. 12 августа 1960 года, Токио) — японский певец, автор песен и музыкальный продюсер.

## Биография
Кадомацу начал заниматься музыкой в четвёртом или пятом классе, после того как увидел, что его старший брат играет на гитаре, и захотел попробовать сыграть на ней самому. Он изучал философию в Университете Нихон, где участвовал в музыкальном клубе. Во время учёбы он дебютировал как музыкант, выпустив в 1981 году сингл «YOKOHAMA Twilight Night» и альбом Sea Breeze. В 1987 году он выпустил успешный инструментальный альбом SEA IS A LADY, который занял 4-е место в еженедельном чарте Oricon.
Кадомацу сочинил музыку и для других исполнителей, включая песню «You're My Only Shinin' Star» Михо Накаямы, которая достигла 1-го места и продержалась 18 недель в еженедельном чарте Oricon, и альбом Timely!! певицы Анри. Также он выступил композитором фильма «Shiroi-fune».
11 марта 2022 года Кадомацу участвовал в трибьют-концерте One Last Live памяти Сюити Мураками, исполнив песни «Sea Line», «Ramp In» и «Yokohama Twilight Time».

## Дискография

### Студийные альбомы
- Sea Breeze (1981)
- WEEKEND FLY TO THE SUN (1982)
- ON THE CITY SHORE (1983)
- AFTER 5 CLASH (1984)
- GOLD DIGGER: With True Love (1985)
- TOUCH AND GO (1986)
- SEA IS A LADY (1987)
- BEFORE THE DAYLIGHT (1988)
- REASONS FOR THOUSANDS LOVERS (1989)
- LEGACY OF YOU (1990)
- ALL IS VANITY (1991)
- Aru ga Mama ni (1992)
- Kimi wo Koeru Hi (1992)
- TIME TUNNEL (1999)
- Sonzai no Shoumei (2000)
- INCARNATIO (2002)
- Summer 4 Rhythm (2003)
- Fankacoustics (2004)
- THE PAST & THEN (2005)
- Prayer (2006)
- NO TURNS (2009)
- Citylights Dandy (2010)
- THE MOMENT (2014)
- SEA BREEZE (2016)
- SEA IS A LADY 2017 (2017)
- Breath From The Season 2018: Tribute to TOKYO ENSEMBLE LAB (2018)
- Tokyo Shonen Shojo (2019)